# Leary (Georgia)
Leary es un pueblo ubicado en el condado de Calhoun en el estado estadounidense de Georgia. En el censo de 2000, su población era de 666.

## Demografía
En el 2000 la renta per cápita promedia del hogar era de $26,172, y el ingreso promedio para una familia era de $28,942. El ingreso per cápita para la localidad era de $14,426. Los hombres tenían un ingreso per cápita de $24,063 contra $16,000 para las mujeres.

## Geografía
Leary se encuentra ubicado en las coordenadas 31°29′8″N 84°30′48″O / 31.48556, -84.51333 (31.485431, -84.513293).
Según la Oficina del Censo, la localidad tiene un área total de 8,3 km² (3,2 mi²), de la cual 8,3 km² (3,2 mi²) es tierra y 0 km² (0 mi²) (0.00%) es agua.